# Суперхеројски филм
Суперхеројски филм је филм који се фокусира на акције једног или више суперхероја: који обично поседују надљудске способности у односу на нормалну особу и посвећени су заштити јавности. Ти филмови најчешће садрже елементе акција, авантуре, фантазије или научне фантастике, који најчеће започињу причом о пореклу суперхероја о ком је филм, добитком његових моћи или првој борби са суперзликовцима или архи-непријатељима.
Већина суперхеројских филмова су филмске адаптације суперхеројских стрипова.
Од 2000. године суперхеројски филмови су постали доминантна форма у биоскопима широм света. Неки медијски коментатори узроке повећаног интересовања за суперхеројске филмове у новом миленијуму виде у друштвеној и политичкој клими у западном друштву након терористичких напада 11. септембра 2001, док други сматрају да су напредак у технологији специјалних ефеката и жанровска флексибилност одиграли значајнију улогу.
Суперхеројски играни филмови засновани на оригиналним стриповима DC Comics (Супермен, Бетмен, Чудесна Жена, итд.) и Marvel Comics (Спајдермен, Хулк, Икс-мен, итд.).